# Complexo do Alemão

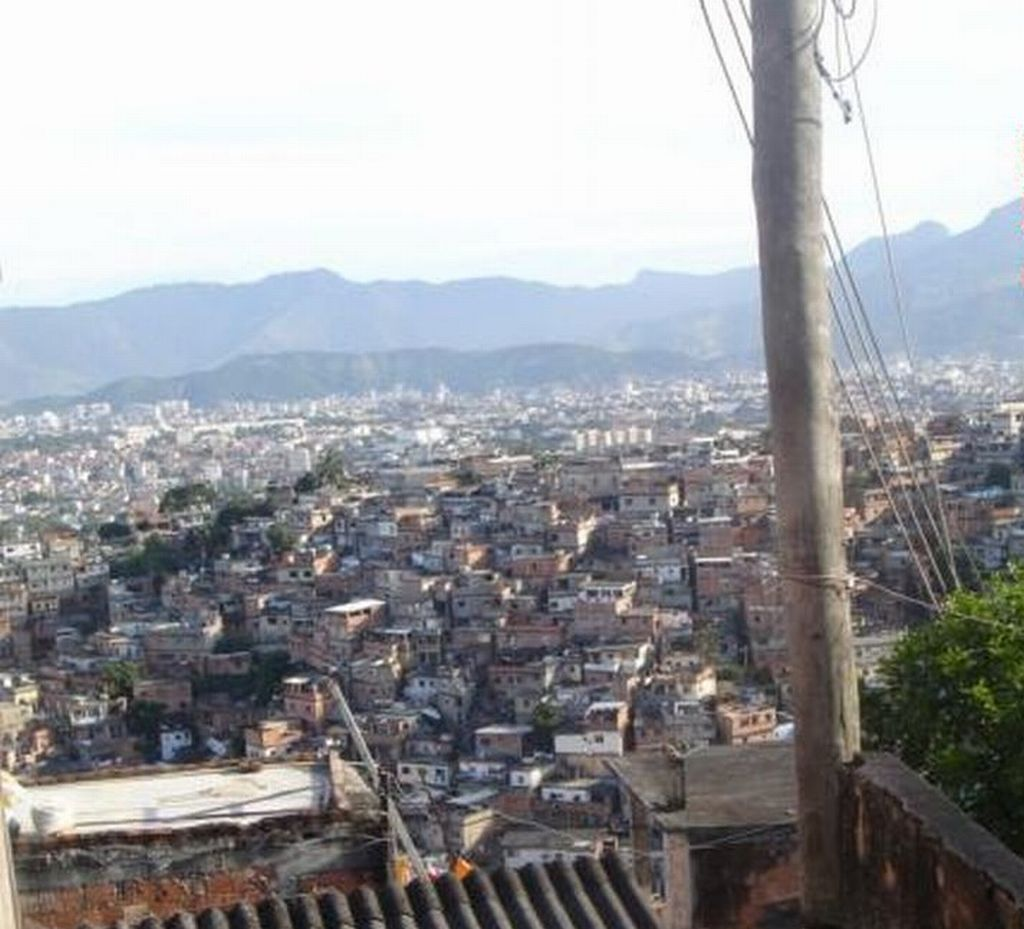
Vista del Complexo do Alemão

El Complexo do Alemão és un conjunt de tretze favelas situades al nord de la ciutat de Rio de Janeiro.
L'any 2010, aquest territori de 300 hectàrees comptava aproximadament amb 70.000 habitants.

## Història
Després de la Primera Guerra Mundial, Leonard Kaczmarkiewicz, un polonès, va comprar el terreny sobre el qual es troben avui les faveles d'Alemão. A causa de l'origen estranger i de l'aspecte físic de Kaczmarkiewicz, el lloc va ser anomenat pels locals « Morro do Alemão », el « Turó de l'alemany ». Als anys 1920, el camp va fer lloc a una fàbrica de blanqueria Curtume Carioca i a les cases de centenars d'obrers que van arribar per treballar-hi. Les faveles van començar a desenvolupar-se als anys 1950 quan Kaczmarkiewicz va dividir i va vendre el seu terreny en parcel·les. L'ocàs de la indústria i l'atur dels anys 1980 van provocar una flamarada de pobresa i criminalitat.

## Violència i criminalitat
Des dels anys 1980, el tràfic d'estupefaents es desenvolupa i les armes es multipliquen.
El juny de 2007, una operació de policia contra el tràfic es resol amb 44 morts. La policia és acusada per la premsa brasilera d'haver procedit a execucions arbitràries i el Partit socialista dels treballadors unificat parla de la « Massacre no Complexo do Alemão ».
Al final de novembre de 2010, després d'una « onada d'atacs i d'incendis de vehicles », la policia i l'exèrcit llancen 2.600 homes amb suport de blindats i helicòpters en una immensa operació contra 600 narcotraficants de la banda Comando vermelho que feia del Complexo do Alemão el seu quarter general.
El 21 de juliol de 2014, una comissaria de la Unitat de Policia pacificadora de la favela Morro do Alemão va ser atacada en resposta a la mort de Matheus Alexandre da Silva, de 18 anys, durant una operació policial contra "narcotraficants". La comissaria de la Unitat de Policia va ser crivellada i després es va incendiar parcialment, mentre un vehicle policial cremava. Un policia militar disparat i ferit durant l'acció va ser traslladat a l'hospital. Com a represàlia, es va trucar al batalló d'operacions especials BOPE i al batalló de xoc per intervenir a la favela, que ja era objecte d'una presència policial i militar molt forta en temps normals. Morro do Alemão és una de les tretze faveles del Complexo do Alemão. El Complex està ocupat per la Polícia Militar des del novembre del 2010 a través de vuit unitats policials pacificadores repartides per diferents faveles.